# مترجم بنغ
مترجم بنغ أو ترجمة بنغ (سابقًا مترجم لايڤ ومترجم ويندوز لايڤ)هو بوابة ترجمة مُتاحة كخدمة من خدمات بنغ المتعددة، تسمح الخدمة بترجمة النصوص وصفحات الويب الكاملة لمختلف اللغات

## اللغات المتاحة
- العربية
- البلغارية
- الكاتالونية
- الصينية المبسطة
- الصينية التقليدية
- التشيكية
- الدنماركية
- الهولندية
- الإنجليزية
- الاستونية
- الفنلندية
- الفرنسية
- الألمانية
- اليونانية
- الكريول الهايتي
- العبرية
- الهندية
- همونغ
- الهنغارية
- الاندونيسية
- الإيطالية
- اليابانية
- الكورية
- اللاتيفية
- الليتوانية
- النرويجي
- الفارسية
- البولندية
- البرتغالية
- الرومانية
- الروسية
- السلوفاكية
- السلوفينية
- الإسبانية
- السويدية
- التايلاندية
- التركية
- الأوكرانية
- الفيتنامية

## وصلات خارجية
- ترجمة جوجل